# Aikanã
L’aikanã est une langue amérindienne isolée parlée dans le Rondônia au Brésil.